# Hommermühle
Hommermühle ist ein Wohnplatz in der Gemeinde Kürten im Rheinisch-Bergischen Kreis.

## Lage und Beschreibung
Der Ort liegt westlich von Kürten am Zusammenfluss vom Kalsbach in den Hommerbach, einem Nebengewässer der Kürtener Sülz. Beim Ort befindet sich das Naturschutzgebiet Kalsbachtal (GL-013).

## Geschichte
Die Topographia Ducatus Montani des Erich Philipp Ploennies aus dem Jahre 1715, Blatt Amt Steinbach, belegt, dass der Ort bereits 1715 als Mühle bestand und als Humemühle bezeichnet wurde. Aus der Charte des Herzogthums Berg 1789 von Carl Friedrich von Wiebeking geht hervor, dass Hommermühle zu dieser Zeit Teil der Honschaft Breibach im Kirchspiel Kürten im Landgericht Kürten war.
Unter der französischen Verwaltung zwischen 1806 und 1813 wurde das Amt Steinbach aufgelöst und Hommermühle wurde politisch der Mairie Kürten im Kanton Wipperfürth  im Arrondissement Elberfeld zugeordnet.  1816 wandelten die Preußen die Mairie zur Bürgermeisterei Kürten im Kreis Wipperfürth. Hommermühle gehörte zu dieser Zeit zu dem Dorf und der späteren Gemeinde Bechen.
Der Ort ist auf der Topographischen Aufnahme der Rheinlande von 1824 als Hummermühle und auf der Preußischen Uraufnahme von 1840 als Hommer Mühle verzeichnet. Ab der Preußischen Neuaufnahme von 1892 ist er auf Messtischblättern regelmäßig als Hommer-Mühle oder Hommermühle verzeichnet.
1830 hatte der Ort 18 Einwohner und wurde mit Hommermühl bezeichnet. Der 1845 laut der Uebersicht des Regierungs-Bezirks Cöln als Hof und Fruchtmühle kategorisierte Ort besaß zu dieser Zeit zwei Wohnhäuser. Zu dieser Zeit lebten 17 Einwohner im Hommermühle genannten Ort, davon alle katholischen Bekenntnisses. Die Gemeinde- und Gutbezirksstatistik der Rheinprovinz führt Hommermühle 1871 mit drei Wohnhäusern und 20 Einwohnern auf. Im Gemeindelexikon für die Provinz Rheinland von 1888 werden zwei Wohnhäuser mit 14 Einwohnern angegeben. 1895 hatte der Ort zwei Wohnhäuser und 13 Einwohner. 1905 besaß der Ort zwei Wohnhäuser und zehn Einwohner und gehörte konfessionell zum katholischen Kirchspiel Bechen.
1927 wurden die Bürgermeisterei Kürten in das Amt Kürten überführt. In der Weimarer Republik wurden 1929 die Ämter Kürten mit den Gemeinden Kürten und Bechen und Olpe mit den Gemeinden Olpe und Wipperfeld zum Amt Kürten zusammengelegt. Der Kreis Wipperfürth ging am 1. Oktober 1932 in den Rheinisch-Bergischen Kreis mit Sitz in Bergisch Gladbach auf.
1975 entstand aufgrund des Köln-Gesetzes die heutige Gemeinde Kürten, zu der neben den Ämtern Kürten, Bechen und Olpe ein Teilgebiet der Stadt Bensberg mit Dürscheid und den umliegenden Gebieten kam.

### Die Hommermühle
Von der namensgebende Wassermühle zeugen nur das Mühlengebäude samt Mühlsteinen im Ort. Ursprünglich war sie eine Knochenmühle. Später wurde sie auch als Getreidemühle genutzt. Das Wohnhaus ist in die Liste der Baudenkmäler in Kürten eingetragen.

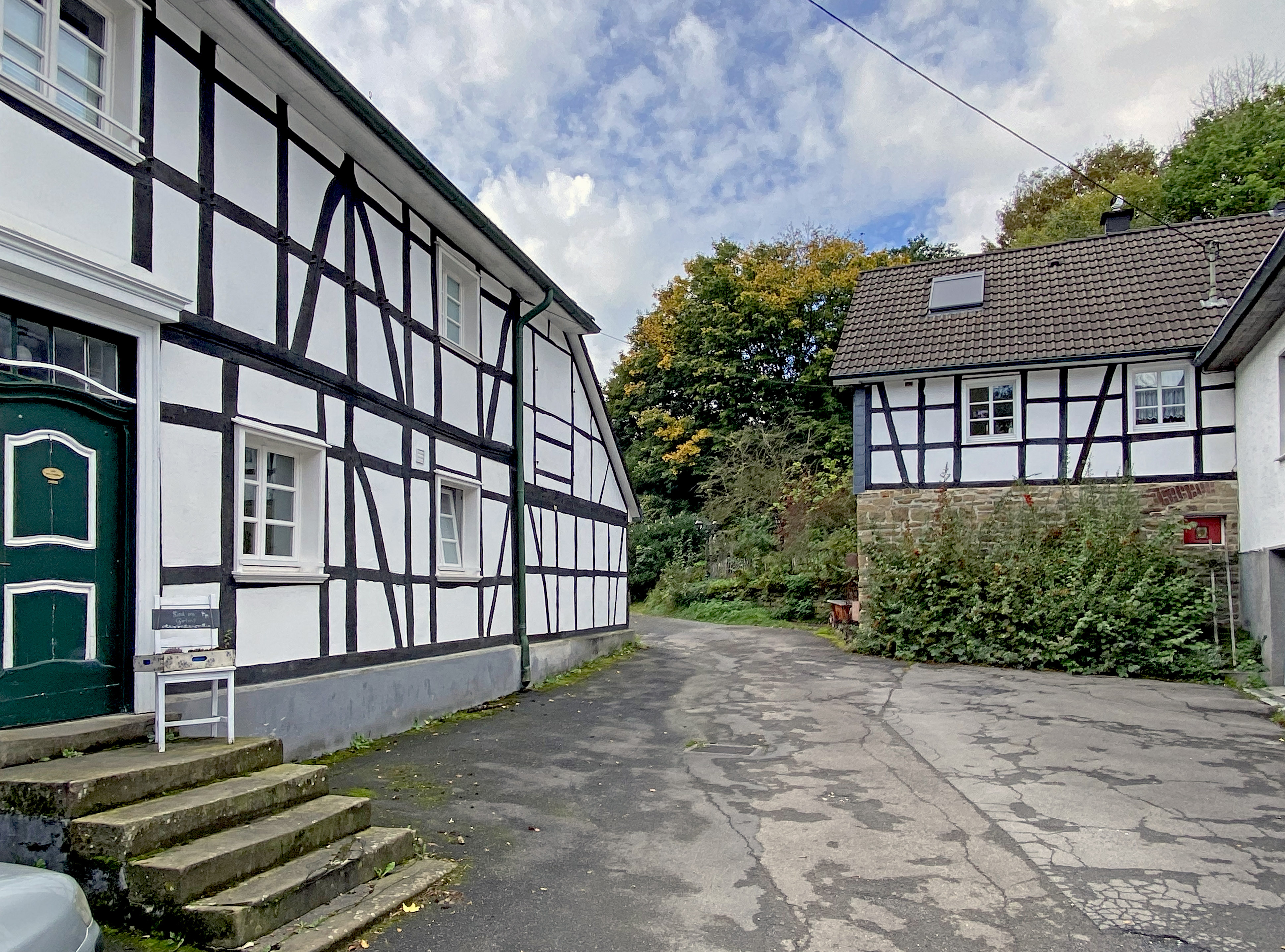
Hommermühle 1 (links) / Hommermühle 2 / 4 (rechts)
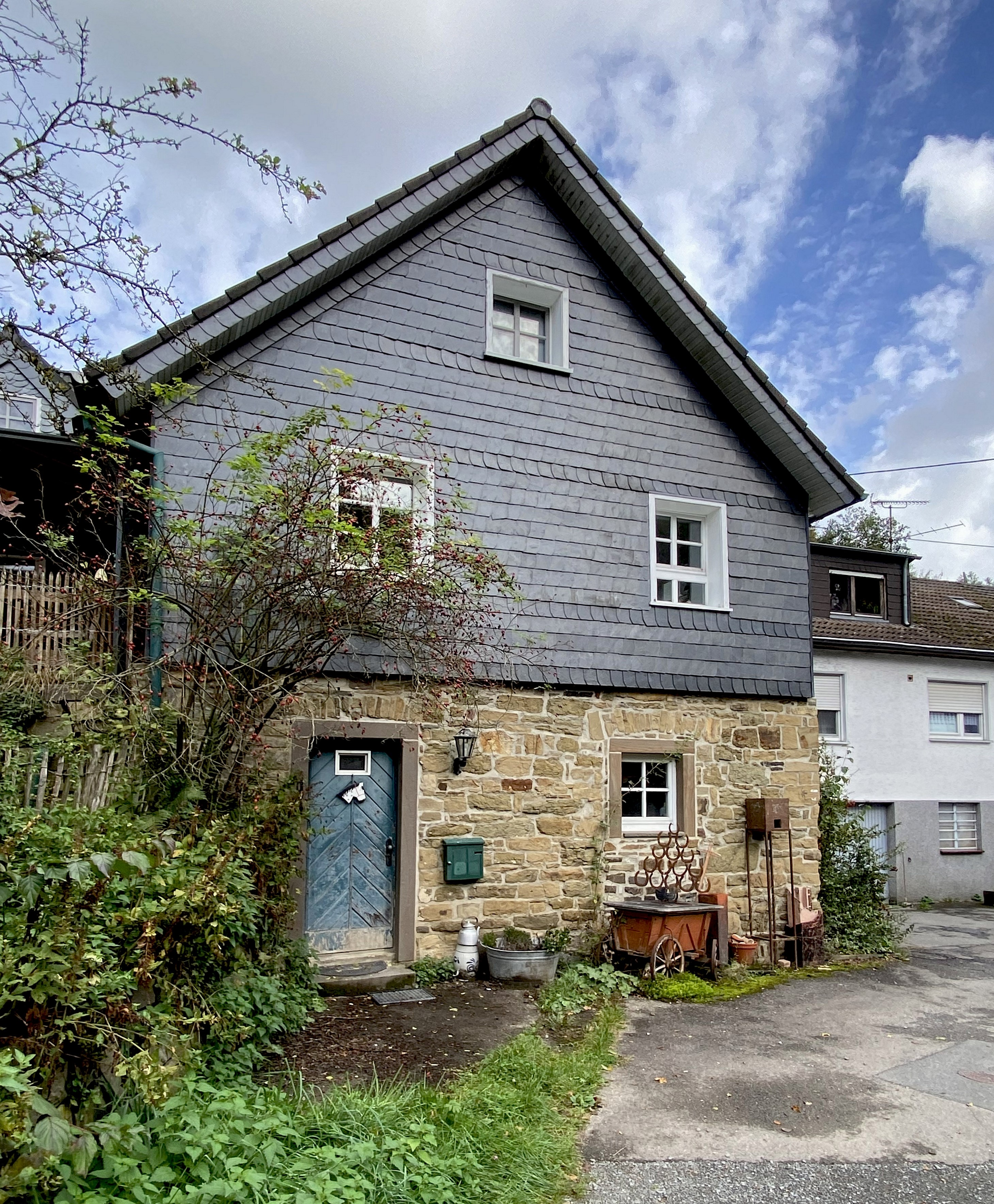
Hommermühle 4
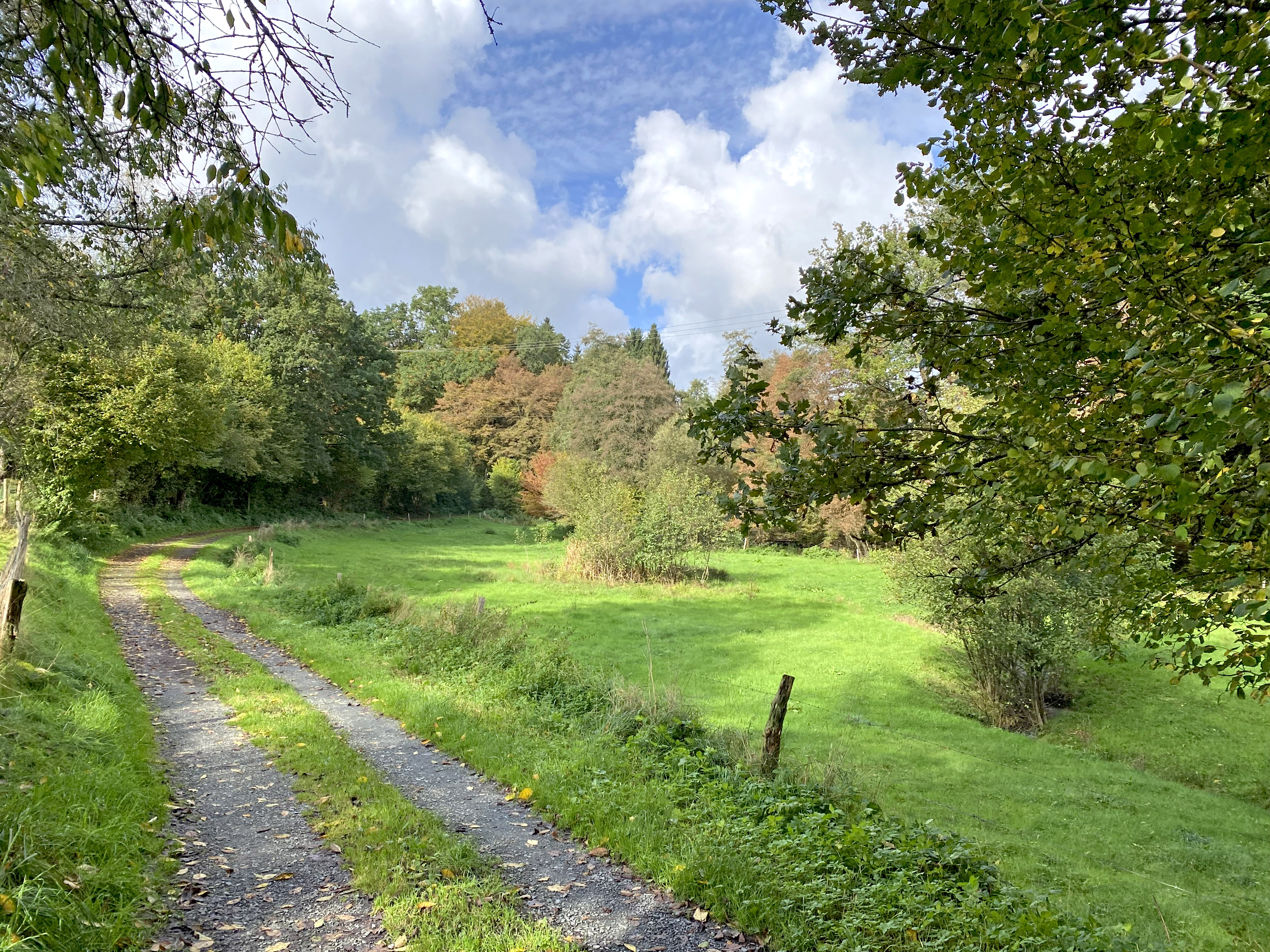
NSG Kalsbachtal bei Hommermühle
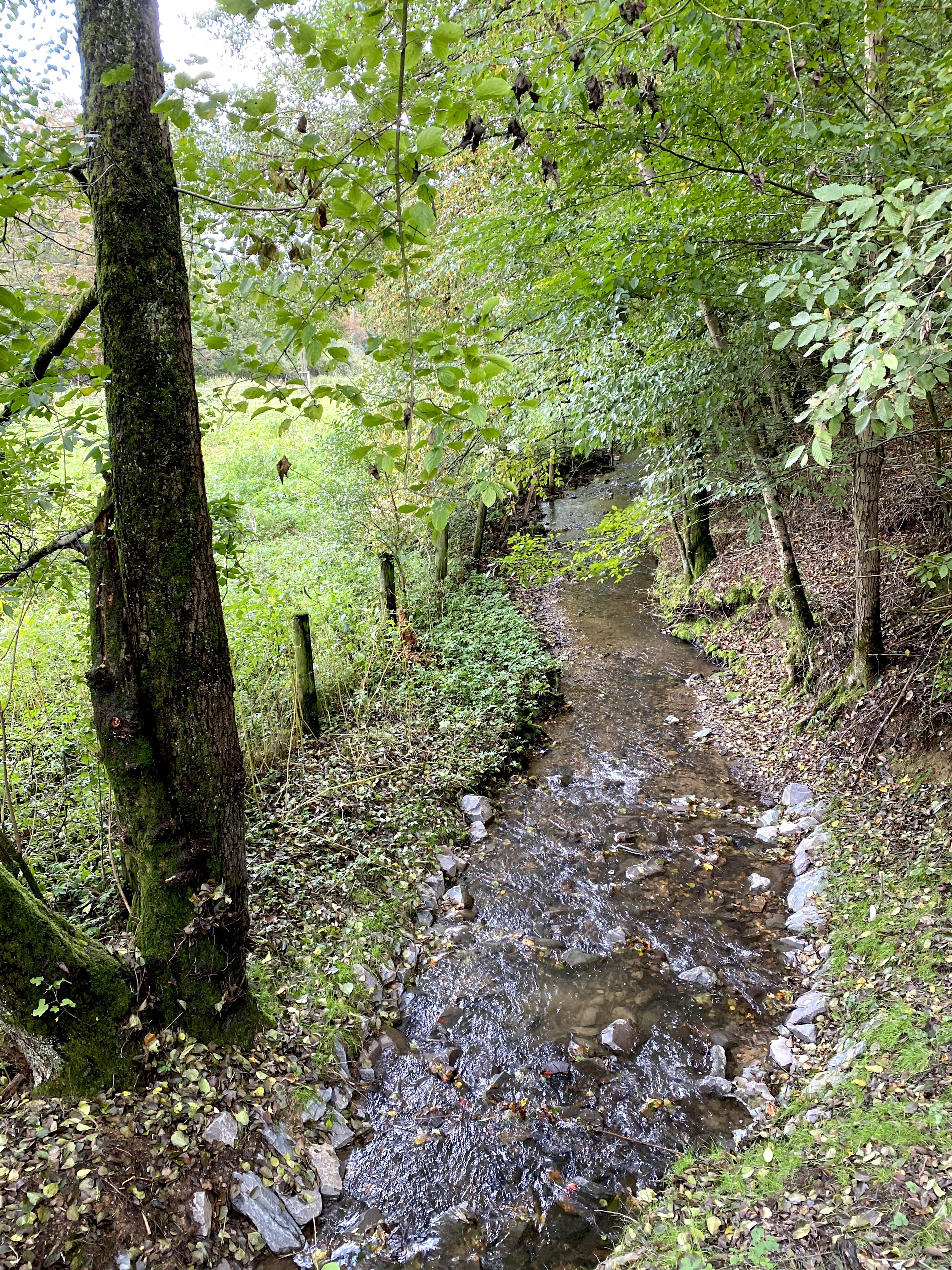
Hommerbach bei Hommermühle